# Buk (Boêmia do Sul)
Buk é uma comuna checa localizada na região da Boêmia do Sul, distrito de Prachatice.